# Барбікан
Барбікан (англ. Barbican Estate) — житловий мікрорайон, що налічує близько 2000 квартир, мезонетів та будинків у Лондонському Сіті, Велика Британія. Спочатку побудований як орендне житло для представників середнього та вищого середнього класу, він і до сьогодні залишається елітним житловим масивом. Він містить або примикає до Центру мистецтв Барбікана, Лондонського музею, Школу музики та драми Гілдголлу, публічну бібліотеку Барбікана, Школу для дівчат Лондонського Сіті та YMCA (нині закрито), колишній комплекс Барбікан.
До Другої світової війни в цьому районі розташовувалися невеликі майстерні та склади. 1940 року Барбікан був повністю зруйнований внаслідок німецьких бомбардувань з повітря. 
Після війни було вирішено побудувати тут сучасний житловий район з освітніми установами, культурним центром, внутрішніми садами та необхідною господарською інфраструктурою. У післявоєнні роки столиця Великої Британії відчувала серйозну нестачу житла, а на місці Барбікан можна було створити ціле сучасне місто, з якого пізніше виросли соціалістичні міста-сади, а також сучасні містобудівні структури, в цілому засновані на ідеї соціалістичного утопізму. 
Внаслідок розчищення зруйнованої під час війни території виникла можливість створити в центрі Лондона мікрорайон на 6500 осіб, в якому були б втілені останні досягнення сучасної архітектури та техніки. 
Паралельно, крім декількох кілометрів залізничних колій, сховали під землю лінію метрополітену, поклавши рейки на гумові прокладки, які знизили рівень шуму. 
В Барбікані вперше з'явилися малогабаритні квартири, невеликі кухні та легкі меблі. 
Фінські дизайнери та троє британських архітекторів, Чемберлен, Пауелл і Бон, стали малювати образ цього житлового масиву в популярному стилі бруталізму. 
По периметру кварталу були побудовані стометрові житлові будинки, на верхніх поверхах яких — озеленені дворики. 
Архітектура цих будинків ввібрала в себе ідеї Ле Корбюзьє, який одночасно будував аналогічний житловий квартал в Марселі, а також Франка Ллойда Райта, який спроектував хмарочос, побудований не на прямокутному, а на трикутному фундаменті. 
У центрі кварталу будувалися низькі будинки для сімей, а в центрі було влаштовано простір з каналами та водоспадами.